# كلارا وليامز
كلارا وليامز (بالإنجليزية: Clara Williams)‏ هي ممثلة أمريكية، ولدت في 3 مايو 1888 في الولايات المتحدة، وتوفيت في 8 مايو 1928 بلوس أنجلوس في الولايات المتحدة. من الجوائز التي نالتها زمالة غوغنهايم.

## جوائز
- زمالة غوغنهايم

## وصلات خارجية
- كلارا وليامز على موقع IMDb (الإنجليزية)
- كلارا وليامز على موقع قاعدة بيانات الفيلم (الإنجليزية)